# Lobo, der Wolf
Lobo, der Wolf (Originaltitel: The Legend of Lobo) ist ein Tierfilm über das Leben und die Abenteuer von Lobo, einem Wolf im südwestlichen Nordamerika. Das Drehbuch entstand nach der Geschichte von Ernest Thompson Seton. Weder die präzise Lage noch Zeitpunkt der Handlung werden im Film näher genannt; stattdessen wird viel über die Konflikte eines Wolfes mit dem Menschen erzählt. Es gibt keine Gespräche im Film; die einzige Auslegung stellt ein Song dar, dessen Strophen auf den ganzen Film verteilt sind. Er wird von den Sons of the Pioneers gesungen. Die Rolle des Erzählers wird von Rex Allen übernommen. Verfilmt wurde Lobo, der Wolf in Sedona.

## Handlung
Zu Beginn des Films ist Lobo ein 6 Wochen alter Welpe, der mit seinen Brüdern und Schwestern aufwächst. Während sich sein Vater zur Versorgung der Wolfsfamilie auf der Jagd befindet, gerät der neugierige Lobo in sein erstes Abenteuer: Er tappt aus dem Bau und stürzt von der sich darunter befindlichen Klippe. Als es ihm endlich gelingt, in den Bau zurückzugelangen, erscheint ein Puma, der die Wölfe in Lebensgefahr bringt. Viehzüchter, die unter dem Wolfsbau reiten, erblicken den Puma jedoch und erschießen ihn in dem Moment, als sich das Tier auf die jungen Wölfe stürzen will. 
Der Erzähler macht deutlich, dass die Viehzüchter die Wölfe nicht begünstigen wollen, sondern sie nur deshalb verschonen, weil sie sich gerade außerhalb ihres Blickfeldes befinden. Als Lobos Vater nach diesem Vorfall zur Höhle zurückkehrt, riecht er sowohl den Puma als auch die Viehzüchter und entscheidet, den Bau zu verlassen, um weitere Konfrontationen zu vermeiden.
Als die Wölfe auf der Suche nach einem neuen Bau umherziehen, stoßen sie auf eine Vielfalt anderer Tiere. So kämpft Lobos Vater mit einem Dachs um den Besitz eines Baus, verliert den Kampf jedoch. 
Eines Tages entfernt sich Lobo versehentlich von seiner Familie und schließt mit einer Schildkröte Freundschaft; er kaut am Ohr eines Gürteltieres und wird von einer Klapperschlange in die Enge getrieben, bis seine Eltern ihn aus dieser kritischen Situation retten. Als Lobo älter wird, schließt er eine außergewöhnliche Freundschaft mit einer jungen Antilope.
Im Alter von 6 Monaten beginnt der junge Wolf mit dem Rudel zu jagen. Doch das Rudel erlegt keine Büffel, sondern vielmehr die Viehherden, die durch die Wüste getrieben werden. Die besorgten Viehzüchter töten deshalb mehrere Wölfe aus Lobos Rudel. Somit streift Lobo bei Einbruch des Winters zum ersten Mal allein umher.
Im Frühling schließt sich Lobo einem neuen Rudel an, besiegt dessen Leitwolf und erobert eine Gefährtin. Er und sein Rudel jagen weiterhin das Vieh, das den Büffel ersetzt hat, sind aber weise genug, alle Anzeichen ihrer Jagd vor den zornigen Viehzüchtern zu verbergen. Diese wiederum haben eine Belohnung für Lobos Ergreifung oder Tod ausgesetzt.
Als die Zeit für das Rudel kommt, sich zu paaren, finden Lobo und seine Gefährtin einen einzigartigen Unterschlupf in einer verfallenen menschlichen Wohnung, die einzig über eine natürliche Brücke, einem Baumstamm, zugänglich ist.
Da Lobo aber weiterhin jagt, um für seine Nachkommen sorgen zu können, eskaliert die Fehde der Viehzüchter um ihn. Ein professioneller Jäger setzt eine Falle für den Wolf, fängt jedoch an seiner Stelle Lobos Gefährtin. Lobo ruft daraufhin sein gesamtes Rudel zusammen, um die Wölfin zu retten. 
Doch trotz seines Erfolges erkennt Lobo, was bereits sein Vater erkannt hatte: Die Menschheit hat zu weit auf das Territorium übergegriffen, das früher die Heimat der Wölfe gewesen war. 
Lobos einzige Chance, seine Familie zu retten, besteht darin, sich weiter zurückzuziehen. 
Der Film endet damit, dass Lobo mit seinem Rudel auf Suche nach einem neuen Zuhause durch die weite Prärie zieht. 

## Veröffentlichungen und Verfügbarkeit
Lobo, der Wolf erschien 1962 in Kinos in Los Angeles, USA. Nach mehreren VHS-Editionen erfolgte anno 2000 die US-DVD-Premiere. Diese stammt aus dem Hause Starz / Anchor Bay. 2008 und 2024 folgten weitere DVD-Amarays von Disney / Buena Vista. Aktuell ist der Film bei verschiedenen Streaming-Portalen (unter anderem iTunes, Google Play & Amazon Prime Video) in SD sowie in HD verfügbar.
In Deutschland gehört das Werk auch anno 2025 noch zu den (deutschen) VHS-only-Titeln. Lediglich im Free-TV wurde der Film zwischen 1988 und 2003 zudem ab und an ausgestrahlt. Etwa auf Filmbörsen bzw. bei entsprechenden Internetshops waren zeitweise DVD-Bootlegs mit deutscher Tonspur erhältlich. Mangels DVD-, (U)HD- oder VOD-Auswertungen gilt der Film in Deutschland / auf Deutsch daher als kaum erhältlich. 